# MonaLisa Story
MonaLisa Story är en svensk dokumentärfilm från 2015, regisserad av Jessica Nettelbladt. Filmen hade världspremiär i 10 december 2015 och var nominerad till bästa dokumentär på Copenhagen Dox. Filmfestival med svensk biopremiär 25 mars 2016. Filmen blev nominerad till Guldbaggen som bästa dokumentärfilm 2017. Filmen tilldelades Juryns specialpris på Nordic Docs 2016. Den nominerades till bästa dokumentärfilm på Nordisk Panorama 2016.

## Handling
MonaLisa lever ett vanligt Svenssonliv som lärare och småbarnsmamma. En depression slår tillvaron i bitar, hon självmedicinerar med heroin och förlorar allt. Efter år av missbruk möter hon Fredrik. Kärleken får dem att kämpa för att bryta destruktiva mönster och försöka förverkliga sina drömmar. En dokumentär filmad under åtta års tid.